# 손인호 (야구인)
손인호(孫仁鎬, 1975년 4월 3일 ~ )는 전 KBO 리그 LG 트윈스의 외야수이다.

## 선수 시절

### 롯데 자이언츠시절
1998년 드래프트 2차 1라운드 지명을 받아 입단했다. 같은 팀 동료였던 임경완과 경남중·고등학교 동창이었고 우타자 김동주와 같은 대학 동기였다. 원래는 좌투좌타의 좌타자인 외야수로 입단했지만, 1998년 시즌 후 잠시 투수로 전향했다가, 1999년에 4월 다시 외야수로 전향했다. 1999년 플레이오프 1차전에서 임창용을 상대로 동점 3점 홈런을 쳤었고 4차전에서도 2루타를 쳤었다. 2006년에 팀의 주장을 맡았다. 2007년 7월 29일 최길성·최만호, 그와 박석진의 2:2 트레이드를 통해 LG 트윈스로 이적했다.

### LG 트윈스시절
트레이드 후 2007년부터 경기에 나오기 시작했지만 2012년 이후 쟁쟁한 외야수들이 많아 출전하지 못하고 주로 2군에만 머무르다가 2012년 시즌 후 방출됐다.

## 야구선수 은퇴 후
넥센 히어로즈로 옮긴 허문회 코치의 후임으로 박치왕 감독의 부름을 받아 상무 야구단의 타격코치로 활동하다가, 2014년부터 LG 트윈스의 코치로 활동했다.

## 출신 학교
- 동삼초등학교
- 경남중학교
- 경남고등학교
- 고려대학교

## 통산 기록
| 연도 | 소속  | 경기 | 타수 | 득점 | 안타 | 2루타 | 3루타 | 홈런 | 타점 | 도루 | 희생타 | 4구 | 사구 | 삼진 | 병살타 | 실책 | 타율  | 장타율 | 출루율 | 비고 |
| ---- | ----- | ---- | ---- | ---- | ---- | ----- | ----- | ---- | ---- | ---- | ------ | --- | ---- | ---- | ------ | ---- | ----- | ------ | ------ | ---- |
| 1998 | 롯데  | 79   | 223  | 30   | 62   | 10    | 3     | 4    | 23   | 2    | 7      | 25  | 3    | 60   | 0      | 1    | 0.278 | 0.404  | 0.356  |      |
| 1999 | 롯데  | 58   | 108  | 12   | 29   | 12    | 0     | 0    | 13   | 0    | 1      | 8   | 2    | 20   | 1      | 2    | 0.269 | 0.380  | 0.331  |      |
| 2000 | 롯데  | 106  | 248  | 28   | 68   | 21    | 1     | 1    | 23   | 0    | 4      | 18  | 1    | 39   | 5      | 3    | 0.274 | 0.379  | 0.325  |      |
| 2003 | 롯데  | 103  | 334  | 29   | 93   | 21    | 2     | 4    | 42   | 3    | 4      | 31  | 2    | 52   | 3      | 2    | 0.278 | 0.389  | 0.340  |      |
| 2004 | 롯데  | 122  | 408  | 54   | 116  | 21    | 2     | 5    | 42   | 3    | 5      | 62  | 5    | 75   | 5      | 2    | 0.284 | 0.382  | 0.382  |      |
| 2005 | 롯데  | 114  | 345  | 25   | 83   | 16    | 3     | 2    | 27   | 3    | 6      | 29  | 7    | 64   | 8      | 2    | 0.241 | 0.322  | 0.312  |      |
| 2006 | 롯데  | 80   | 167  | 18   | 36   | 2     | 0     | 3    | 15   | 2    | 8      | 19  | 1    | 27   | 0      | 1    | 0.216 | 0.281  | 0.296  |      |
| 2007 | 롯데  | 10   | 23   | 2    | 3    | 1     | 0     | 0    | 2    | 1    | 2      | 2   | 0    | 3    | 1      | 0    | 0.130 | 0.174  | 0.192  |      |
| 2007 | LG    | 29   | 65   | 9    | 16   | 2     | 1     | 1    | 9    | 0    | 3      | 7   | 0    | 6    | 2      | 0    | 0.246 | 0.354  | 0.311  |      |
| 통산 | 8시즌 | 701  | 1921 | 207  | 506  | 106   | 12    | 20   | 196  | 14   | 40     | 201 | 21   | 346  | 25     | 13   | 0.263 | 0.362  | 0.336  |      |